# Polster (Tragöß-Sankt Katharein)
Vorderer Polster (1994 m ü. A.) und Hinterer Polster (2057 m ü. A.) sind die Namen zweier eng verbundener Gipfel der Hochschwabgruppe im österreichischen Bundesland Steiermark.

## Lage und Umgebung
Die beiden Gipfel erheben sich aus einer welligen, karstigen Hochfläche. Der Hintere Polster liegt mittig in diesem Bereich und ist sein höchster Punkt. Der Vordere Polster bildet den südlichen Abschluss und ist vor allem von der häufig besuchten Sonnschienalm aus gut zu sehen. An seiner Westseite ist der Bereich über einen Grat mit dem höheren Ebenstein verbunden, dieser wird in manchen Karten als „Polstersattel“ bezeichnet, das Kar südlich unterhalb als „Polsterkar,“ jenes im Norden als „Fenstertrog.“ Vom Polstersattel abgesehen fällt die Hochfläche an allen Seiten in steilen bis quasi senkrechten Wänden ab. Im Norden, zwischen Hinterem Polster und dem Großen Griesstein, liegt die „Lang-Eibel-Schlucht“, ein Seitengraben des Brunntales, welches zur Salza entwässert. Noch steiler sind die Flanken des Vorderen Polsters an der Süd- und Südostseite (sogenannte „Grasserwand“). An der Ostseite fällt der Hintere Polster weniger steil, aber dennoch zerklüftet und unwegsam in das sehr kleinteilig zergliederte, von Karstformationen (Dolinen, Ponore, Schachthöhlen) und Latschenfeldern durchzogene Gebiet zwischen den sehr wenig dominanten Gipfeln des Öhlers, Stadurzes und Häuselbergs ab. Vom Hinteren Polster fällt ein Rücken nach Nordosten zu einem Becken ab, in dem sich die nicht mehr bewirtschaftete Hochalm befindet.
Die West-Ost verlaufende Linie vom Ebenstein über den Polstersattel und den Hinteren Polster bildet die Grenze zwischen den Gemeinden Tragöß-Sankt Katharein und Wildalpen und somit auch die Grenze zwischen dem Bezirk Bruck-Mürzzuschlag und dem Bezirk Liezen.

## Geologie und Geomorphologie
Die Hochschwabgruppe gehört zu den Nördlichen Kalkalpen, innerhalb von deren Ostteil (in der s.g. Mürzalpendecke, Teil des Juvavikums) die sogenannte „Pfaffingalm-Hochschwab-Schuppe“ das zentrale und tektonisch tiefste Bauelement darstellt. Sie umfasst das Kaiserschild-Massiv im Westen und setzt sich danach über das Gebiet nördlich und südlich des Leopoldsteiner See und über das ausgedehnte Karstplateau um die Sonnschienalm sowie über den Vorderen und Hinteren Polster in den Hauptkamm der Hochschwab-Gruppe fort. Das dominante Gestein sind verschiedene Fazies des Wettersteinkalk. Riff-Fazies des Wettersteinkalks bildet die wesentlichen Bereiche des Vorderen und Hinteren Polsters. Der Bereich des Polstersattels ist aus Wetterstein-Dolomit aufgebaut. Formationen wie jene der beiden Polster-Gipfel sind für das Hochschwabgebiet typisch, es handelt sich dabei um sogenannte „Altflächen,“ die bei der Entstehung der Alpen im Miozän emporgehoben wurden. Sie sind nur gering glazial überformt und weisen in sich meist ein gewelltes Relief auf, an ihren Rändern brechen sie zu den umgebenden Tälern hin jedoch in schroffen Steilwänden ab.
Der Wettersteinkalk verkarstet sehr leicht, daher finden sich im Bereich um die beiden Polster-Gipfel zahlreiche daraus resultierende geologische Formationen. Neben vielen kleineren Dolinen und Schächten stechen unter anderem die folgenden, (von Höhlenforschern augenzwinkernd so benannten) besonders hervor:

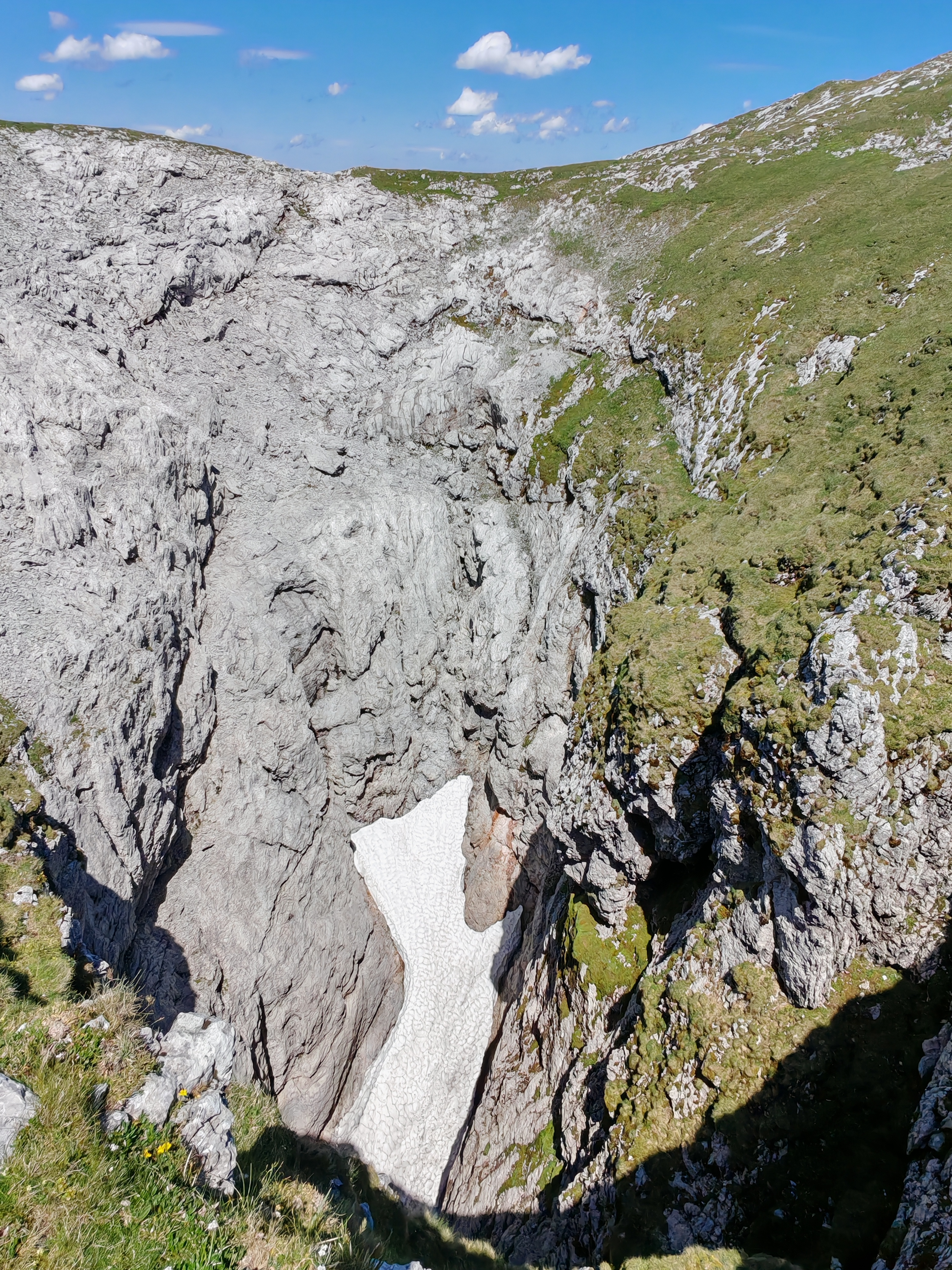
Die Doline „Pol-Monster“

- POL-Monster-Doline (Kat.Nr. 1744/390): Diese Doline östlich des Hinteren Polsters hat eine Öffnung von etwa 100 mal 60 m. In rund 60 Metern Tiefe ist sie ganzjährig durch Schnee verschlossen, dieser kann jedoch durch eine Reihe kleinerer Schächte in den Seitenwänden der Doline umgangen werden. In 375 m Tiefe öffnet sich eine 130 mal 135 m große Halle, von der aus mehrere bald in Verstürzen endende Gänge abzweigen.[5] Die maximale Tiefe der Doline beträgt 386 m bei einer horizontalen Erstreckung von 223 m und einer Gesamtlänge von 1532 m.[6]
- „Kalter-Hintern-Schacht“: Diese Schachthöhle befindet sich ebenfalls am Hinteren Polster, nördlich des „Pol-Monsters.“ Nach einem schrägen Einstiegsschacht folgt ein horizontaler Abschnitt, der schließlich in zwei Stufen in einen wiederum horizontalen, großräumigeren Teil abbricht.[7] Die maximale Tiefe der Höhle beträgt 153 m bei einer horizontalen Erstreckung von 151 m und einer Gesamtlänge von 781 m.[6]
- „Furtowi-Schacht“: Diese Schachthöhle liegt an der Westflanke des Vorderen Polsters. Sie entwickelt sich quasi ausschließlich vertikal (Österreichisches Deutsch furt owi = „fort/weg abwärts“) bis zu einer aktuell erforschten Maximaltiefe von 712 m.[8] Damit galt der Schacht ab 2001 als die tiefste Höhle des Hochschwabmassivs,[9] wurde inzwischen aber vom mindestens 1127 m tiefen Steinbockschacht im Rauchtal (zwischen Hochwart und Zagelkogel) übertroffen.[10]

## Wege
Weder der Vordere noch der Hintere Polster sind durch markierte Wege erschlossen. Ein unmarkierter Steig zweigt vom Weg zwischen Bodenbauer/Häuslalm und Sonnschienalm (= Nord-Süd-Weitwanderweg = Europäischer Fernwanderweg E4 und E6) nach Norden in das Gebiet zwischen Öhler und Polster-Ostflanke ab, verliert sich dort aber. Gelegentlich wird das Gebiet von Skitourengehern besucht.

Ansichten
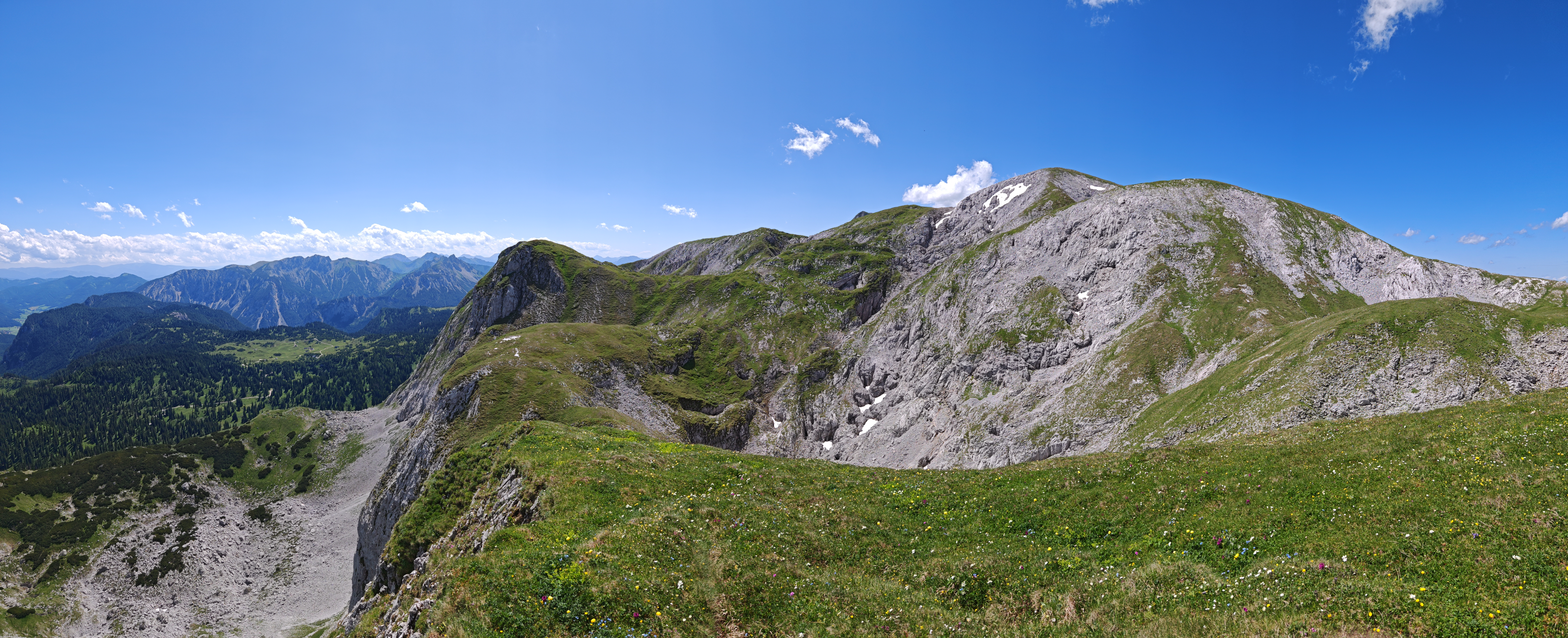
Die Gipfel von Hinterem (re.) und Vorderem Polster (li.), links die Sonnschienalm, dahinter Trenchtling und Griesmauer.
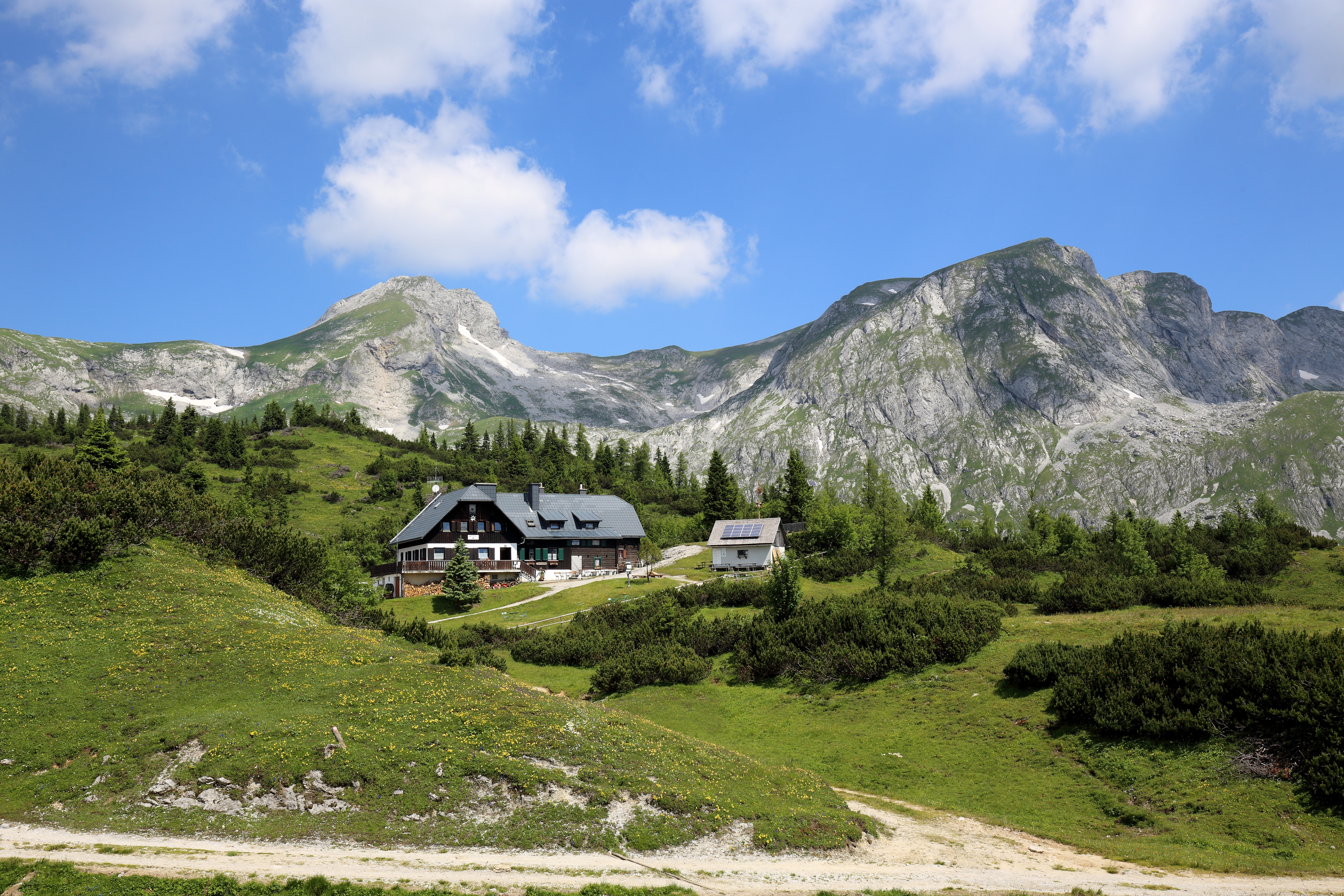
Blick von der Sonnschienalm nach Norden auf Ebenstein, Polstersattel und Vorderen Polster.
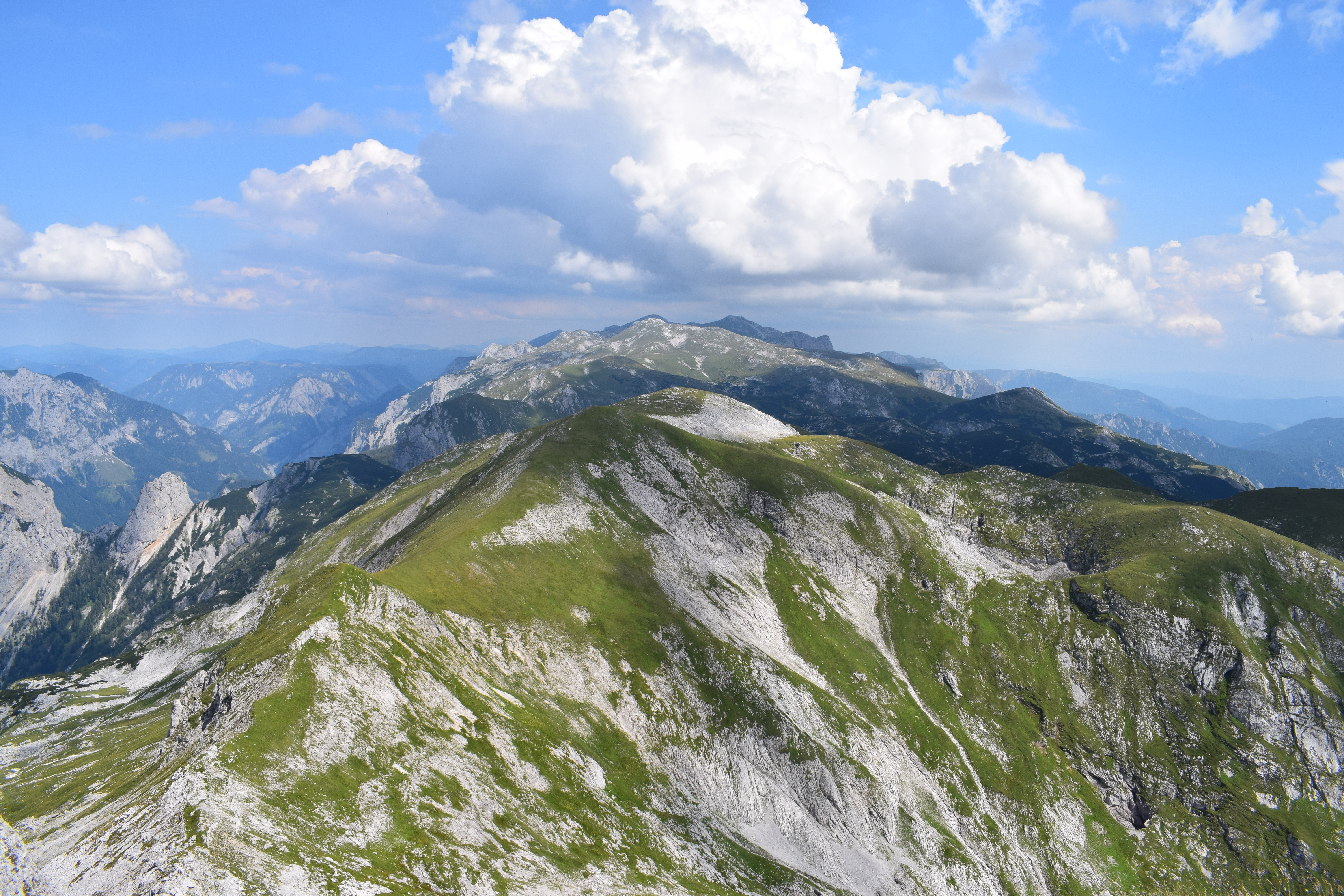
Blick vom Ebenstein über den Hinteren Polster nach Osten auf das Hochschwab-Plateau.
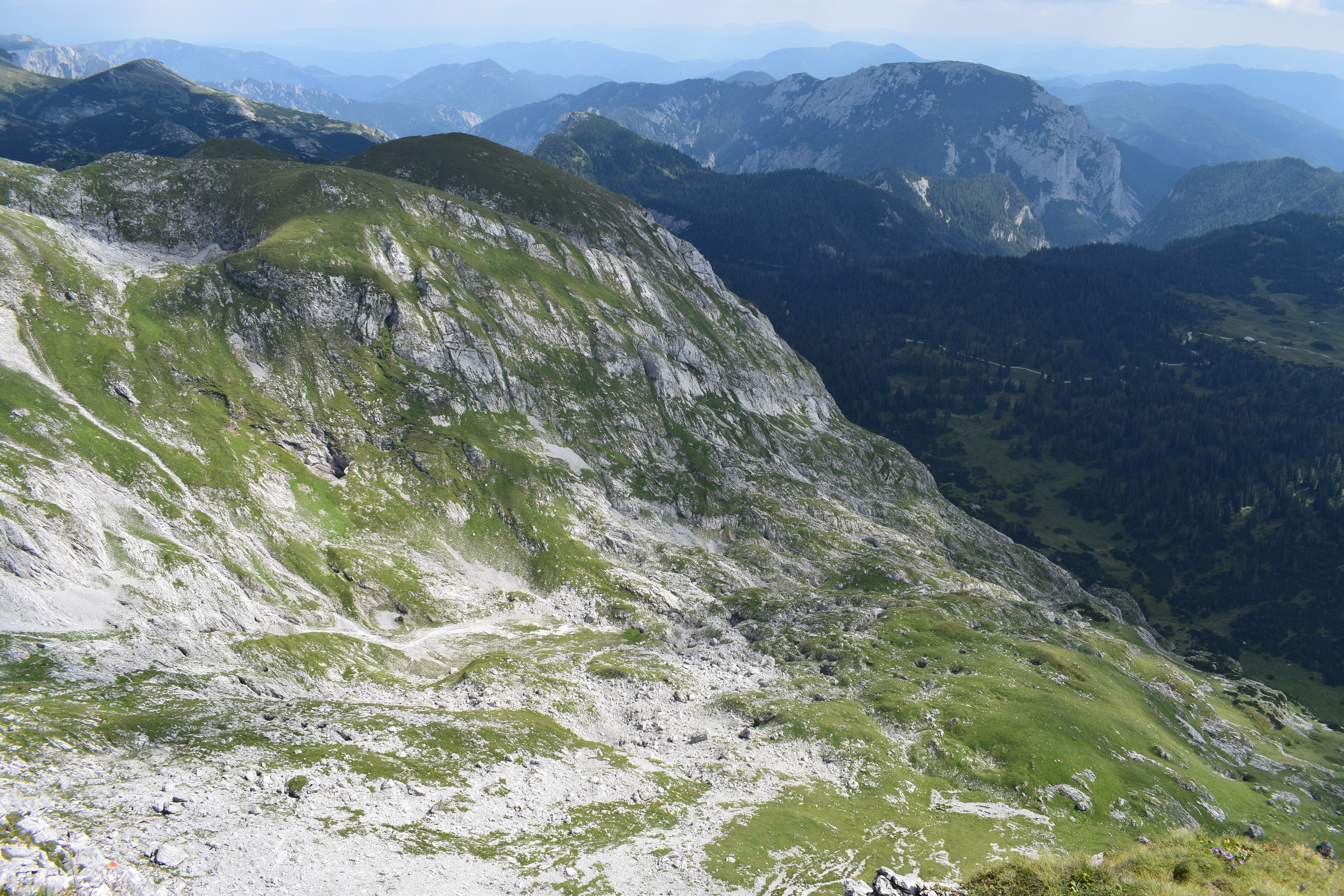
Karstlandschaft an der Südwestflanke des Vorderen Polsters (Polsterkar).